# Short SB.4 Sherpa

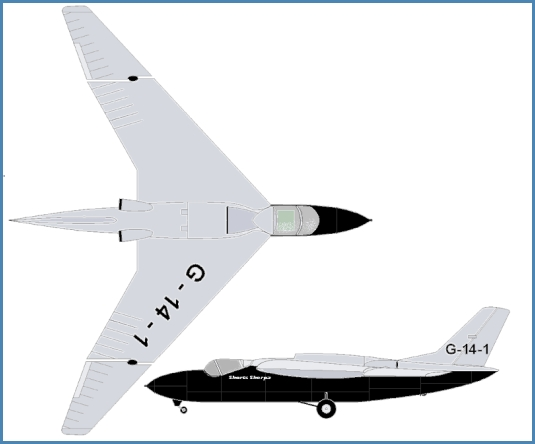
Short SB.4 Sherpa

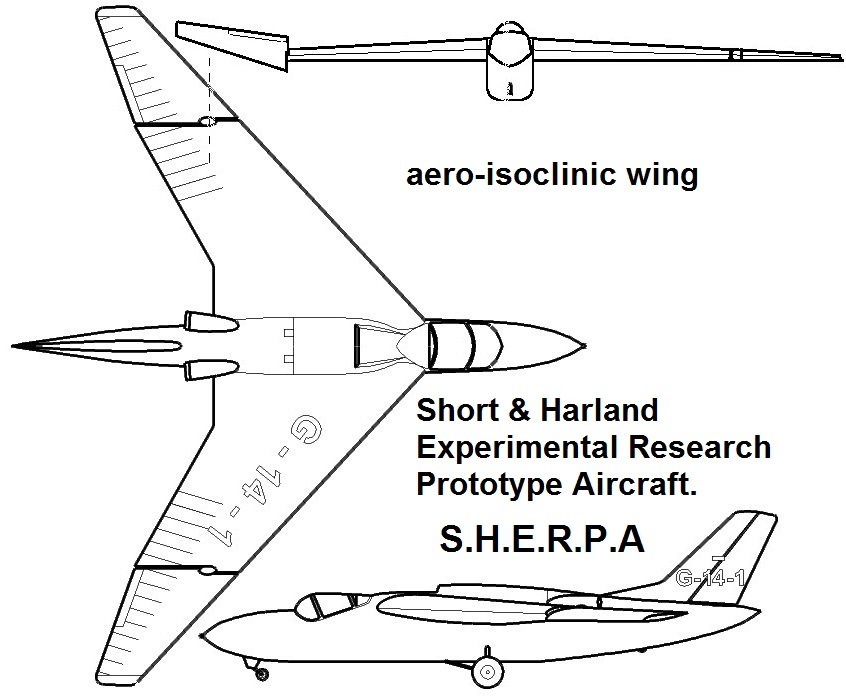
Short SB.4 Sherpa

El Short SB.4 Sherpa fue un avión experimental diseñado y producido por el fabricante de aviones británico Short Brothers. Sólo se produjo un único ejemplar.
El Sherpa se desarrolló durante la década de 1950 con el fin de probar un nuevo diseño de ala, denominado ala aeroisoclínica. Se creía que este diseño de ala podría poseer cualidades favorables para producir aviones sin cola, y que el Sherpa validaría las características del ala para dichos aviones que se producirían en el futuro. Si bien un ala de este tipo se había volado en el anterior Short SB.1, un planeador sin motor, se consideró valioso utilizar en su lugar un avión con motor. El diseño del Sherpa se basa en gran medida en el del SB.1, hasta el punto de que incorporó numerosos elementos de este avión.
El Sherpa realizó su vuelo inaugural el 4 de octubre de 1953, tras lo cual pasó varios años realizando vuelos experimentales y alguna exhibición aérea ocasional. Después de recopilar datos suficientes para los propósitos de Shorts, la empresa decidió que no mostraba suficiente potencial como para continuar su investigación en el ala aeroisoclínica. El único Sherpa fue donado a la Facultad de Aeronáutica de Cranfield a finales de la década de 1950 y voló durante numerosos años. Finalmente fue inmovilizado en tierra y utilizado como espécimen de laboratorio estático en la Facultad de Tecnología Avanzada de Bristol, antes de ser conservado y exhibido en el Museo de Aviación de Norfolk y Suffolk.

## Desarrollo
Los orígenes del Short SB.4 Sherpa se remontan a la década de 1920 y a las actividades del profesor Geoffrey T.R. Hill, que fue fundamental en el diseño del Westland-Hill Pterodactyl, un avión experimental pionero sin cola. Incluso antes de la Primera Guerra Mundial, Shorts había estado involucrado en la investigación de aviones sin cola, pero el interés en el campo alcanzó nuevas cotas en los años inmediatamente posteriores a la Segunda Guerra Mundial . A finales de la década de 1940, la compañía trabajó en múltiples propuestas de aviones sin cola, en respuesta a las especificaciones emitidas por el Ministerio del Aire, incluidas la Especificación X.30/46 y la Especificación B.35/46, que buscaban un planeador de asalto militar y un bombardero estratégico respectivamente.
En particular, uno de los ingenieros aeronáuticos de la compañía, David Keith-Lucas, estaba interesado en eliminar la resistencia parásita que normalmente se produce por la presencia de una cola y un fuselaje convencionales y, por lo tanto, fue un entusiasta defensor del enfoque sin cola. También observó que la estabilidad direccional era una cuestión crítica sin la aplicación de empenajes y timones tradicionales; se identificó que las partes más externas del ala podrían rotarse y reposicionarse para funcionar como elevones con fines de estabilidad y control. Se había observado que los nuevos diseños de alas que presentan un alargamiento bajo, como el ala delta, reducían la aparición de estos problemas; Keith-Lucas y Hill desarrollaron conjuntamente lo que se conoció como el ala aeroisoclínica.
Habiendo adquirido suficiente confianza en las ventajas del ala aeroisoclínica, Shorts optó por producir un nuevo avión experimental para incorporar los últimos avances y explorar su comportamiento, por lo que construyó el planeador Short SB.1. Este avión fue diseñado para ser lo más económico posible y, por lo tanto, presentaba una amplia construcción en madera, junto con su innovadora ala. Después de sólo unos meses de vuelo, el SB.1 sufrió daños en un aterrizaje forzoso en RAF Aldergrove el 17 de octubre de 1951. El piloto de pruebas jefe de Shorts, Tom Brooke Smith, se opuso a realizar más vuelos con el planeador sin motor. Por ello, se decidió sustituir el fuselaje, que había sufrido graves daños, por un diseño modificado que incorporaba un par de turborreactores Turbomeca Palas.

## Diseño
El Short SB.4 Sherpa era un avión experimental, con un ala aeroisoclínica inusual. Esta configuración radical del ala fue diseñada para mantener un ángulo de incidencia constante independientemente de la flexión, colocando la caja de torsión muy atrás en el ala para que las cargas de aire, que actúan en la región de la línea del cuarto de cuerda, tengan un brazo de momento considerable alrededor del ala. En ese momento se habían reconocido la inestabilidad torsional y las características de pérdida de la punta de las alas en flecha convencionales, junto con su tendencia a invertir los alerones y flamear a alta velocidad; el ala aeroisoclínica fue diseñada específicamente para prevenir estos efectos indeseables.
En el Sherpa, el ala, que se utilizaba sin estabilizador de cola, estaba equipada con puntas giratorias que cubrían aproximadamente una quinta parte de la superficie total del ala. A diferencia de los alerones de punta de ala puros, estas superficies se parecían un poco más a "elevones de punta de ala", ya que giraban juntos (para actuar como elevadores) o en oposición (cuando actuaban como alerones). Estaban abisagradas a aproximadamente un 30% de la cuerda y cada una llevaba, en el borde de salida, una pequeña pestaña antiequilibrio, cuyo punto de apoyo podía moverse mediante un actuador eléctrico. Se esperaba que los controles de punta del ala giratoria resultaran muy superiores al tipo flap a velocidades transónicas y proporcionaran una mayor maniobrabilidad a gran altitud.
En cuanto a su construcción, el Sherpa estaba compuesto principalmente de aleaciones ligeras y presentaba una disposición monocasco. El aflechamiento del ala en el borde de ataque era de poco más de 42° para facilitar la investigación a baja velocidad. El Sherpa estaba equipado con un tren de aterrizaje triciclo convencional. Dos motores diminutos (Turbomeca Palas) estaban embutidos en la parte superior del fuselaje, con un toma enrasada NACA en la parte superior del mismo y escapes ubicados en las raíces de las alas. El combustible estaba alojado dentro del fuselaje, en dos depósitos de 250 galones, que estaban equilibrados alrededor del centro de gravedad del avión; la potencia eléctrica era suministrada por una turbina de aire.  Blackburn, que producía los Palas bajo licencia, esperando comercializar estos motores como una nueva línea de productos, suministró los mismos para el programa del Sherpa.

## Pruebas
El 4 de octubre de 1953, el Sherpa realizó su vuelo inaugural, pilotado por el piloto de pruebas jefe de Shorts, Tom Brooke-Smith. Brooke-Smith también había pilotado el avión planeador experimental anterior, el Short SB.1, en el que se basaba el Sherpa. Aunque sufrió lesiones en el aterrizaje forzoso del SB.1, Brooke-Smith se recuperó rápidamente y pudo llevar a cabo el programa de pruebas del redesignado SB.4 (matriculado como G-14-1) durante 1953-1954 (por cierto, el Sherpa recibió su nombre después de la conquista del Monte Everest, pero deriva específicamente de la designación de su empresa " Short & Harland Experimental Research Prototype Aircraft").
Según se informó, durante la serie inicial de pruebas de vuelo del Sherpa, realizadas en gran parte por Brooke-Smith, el avión demostró ser bastante satisfactorio; sus características de manejo dócil hicieron que se lo describiera como "uno de los aviones más elegantes que vuelan actualmente". El avión normalmente volaba dentro de una envolvente de vuelo restringida, durante la cual, según se informó, alcanzó una velocidad "máxima" de 270 km/h a 1500 m (5000 pies), que lo convirtió en uno de los aviones a reacción más lentos que jamás haya volado.
Los datos de estos vuelos generalmente eran capturados por un registrador de datos de vuelo a bordo y analizados después del mismo para construir un modelo de cómo se comportaría un ala similar de tamaño completo en diversas condiciones, incluidas diversas altitudes y velocidades. Keith-Lucas había pretendido validar el ala como una solución de bajo peso que se comportaba bien a varias velocidades, incluida la gama transónica, pero los resultados de las pruebas obtenidas no validaron plenamente sus esperanzas. El autor de aviación Bill Gunston señala que, a pesar de que el Sherpa había alcanzado sus objetivos de diseño, se consideró que el concepto "no se había realizado completamente en la práctica" y el proyecto finalmente se cerró sin una continuación directa. Shorts preparó múltiples propuestas, como la modernización del caza Supermarine Swift con el ala aeroisoclínica, pero no se llevaron a cabo.
Posteriormente, el Sherpa fue donado a la Facultad de Aeronáutica de Cranfield, donde continuó volando hasta 1958. En este punto, problemas con el motor obligaron a que el avión fuera inmovilizado en tierra hasta que se pudieran organizar los motores de sustitución. Durante 1960 se pusieron a disposición más motores, por lo que los vuelos del Sherpa se reanudaron hasta 1964, cuando, al expirar la vida útil de los mismos, el avión fue finalmente inmovilizado en tierra. A continuación, fue transportado al Bristol College of Advanced Technology, donde el fuselaje se utilizó como "muestra de laboratorio". Su fuselaje estuvo en exhibición en el Museo de Aviación de Norfolk y Suffolk, cerca de Bungay, Suffolk, hasta el 17 de julio de 2008, después de lo cual fue trasladado a las instalaciones en Lisburn de la Sociedad de Aviación del Ulster.

## Aviones en exhibición
El único SB.4 está en exhibición en la Colección de Aviación del Ulster, Aeródromo de Long Kesh, cerca de Belfast.

## Especificaciones
Referencia datos: Shorts Aircraft since 1900.

### Características generales
- Tripulación: Uno (piloto)
- Longitud: 9,7 m (31,8 ft)
- Envergadura: 11,6 m (38 ft)
- Altura: 2,8 m (9,1 ft)
- Superficie alar: 21,4 m² (230,4 ft²)
- Peso vacío: 1400 kg (3085,6 lb)
- Peso cargado: 1482 kg (3266,3 lb)
- Planta motriz: 2× turborreactor Blackburn Turbomeca Palas.
  - Empuje normal: 1,6 kN (163 kgf; 360 lbf) de empuje cada uno.

### Rendimiento
- Velocidad máxima operativa (Vno): 275 km/h (171 MPH; 148 kt)
- Velocidad crucero (Vc): 188 km/h (117 MPH; 102 kt)
- Alcance: 45-50 min
- Techo de vuelo: 1500 m (4921 ft)

## Aeronaves relacionadas

### Desarrollos relacionados
- Short SB.1
- Westland-Hill Pterodactyl

### Secuencias de designación
- Secuencia S_._ (interna de Short, secuencia de la SBAC): ← SB.1 - SB.2 - SB.3 - SB.4 - SB.5 - SB.6 - SB.7 →